# Telkom Indonesia
Telkom Indonesia o PT Telekomunikasi Indonesia è un'azienda di telecomunicazioni pubblica indonesiana. È la più grande società di servizi di telecomunicazioni in Indonesia. La sua sede si trova a Bandung.
Telkom è una delle più antiche società di telecomunicazioni al mondo. La sua origine risale al primo servizio telegrafico elettromagnetico dell'Indonesia creato il 23 ottobre 1856, dal governo coloniale olandese di Batavia (attuale Giacarta) e Buitenzorg (Bogor).
Nel 1884, il governo coloniale olandese fonda una società privata per fornire servizi telegrafici e postali per uso locale e successivamente internazionali.